# Нова Завада
Нова Завада (пол. Nowa Zawada, нім. Sternau) — село в Польщі, у гміні Барухово Влоцлавського повіту Куявсько-Поморського воєводства.
Населення — 76 осіб (2011).
У 1975-1998 роках село належало до Влоцлавського воєводства.

## Демографія
Демографічна структура станом на 31 березня 2011 року:
|          | Загалом | Допрацездатний вік | Працездатний вік | Постпрацездатний вік |
| -------- | ------- | ------------------ | ---------------- | -------------------- |
| Чоловіки | 36      | 8                  | 22               | 6                    |
| Жінки    | 40      | 7                  | 21               | 12                   |
| Разом    | 76      | 15                 | 43               | 18                   |